# كارلتون غريفين
كارلتون غريفين (بالإنجليزية: Carlton Griffin)‏ مواليد 23 مايو 1893 في نيويورك - الوفاة 24 يوليو 1940 في هوليوود، هو ممثل أمريكي بدأ مسيرته الفنية سنة 1910. ظهر في قرابة 50 فيلما. من أعماله غيرل شاي.

## روابط خارجية
- كارلتون غريفين على موقع IMDb (الإنجليزية)
- كارلتون غريفين على موقع روتن توميتوز (الإنجليزية)
- كارلتون غريفين على موقع قاعدة بيانات الفيلم (الإنجليزية)
- كارلتون غريفين على موقع ليتربوكسد (الإنجليزية)